# Стівен Левітт
Стівен Левітт (англ. Steven D. Levitt; нар. 29 травня 1967) — американський економіст. Автор декількох десятків академічних публікацій з соціальних наук, включаючи політологію, політичну економію та соціологію. Він зробив значний внесок у розвиток економіки злочинності, зокрема неоднозначна стаття «Вплив легалізованого аборту на злочинність» (англ. The Impact of Legalized Abortion on Crime) привела до появи гіпотези Донохью-Левітт (англ. Donohue-Levitt hypothesis) та викликала хвилю багаторічних суперечок й критики. Популярність серед широкого кола читачів прийшла із виданням у 2005 році науково-популярної книги «Фрікономіка», написаної у співавторстві з американським журналістом Стефаном Дабнером, яка практично відразу стала бестселером New York Times.

## Освіта і кар'єра
Початкову освіту Стівен Левітт отримав в Академії Святого Павла у Сент-Пол, штат Міннесота. Він закінчив Гарвардський університет у 1989 році, отримав ступінь бакалавра з економіки, після чого працював консультантом у Corporate Decisions, Inc. (CDI) в Бостоні, що консультує компанії зі списку Fortune 500.

У 1994 році Левітт отримав ступінь доктора філософії з економіки від Массачусетського технологічного інституту, після чого три роки працював на посаді молодшого співробітника Гарвардського Товариства стипендіатів.

В даний час він має звання Заслуженого професора (англ. Distinguished Service Professor), займає посаду співдиректора Центру Беккера з теорії цін у Чиказькому університеті.

У 2003 році Леввіт здобув медаль Джона Бейтса Кларка, яку Американська економічна асоціація призначає кожні два роки найбільш перспективним американським економістам у віці до 40 років. У 2006 році був відзначений журналом Time Magazine як один зі «100 людей, які формують наш світ» (англ. 100 People Who Shape Our World).

У квітні 2005 року Стівен Левітт у співавторстві зі Стівеном Дабнером видав свою першу книгу Freakonomics (укр. Фрікономіка. Зворотний бік усього на світі), яка стала бестселером за версією New York Times, також читацькою аудиторією були позитивно прийняті й наступні книги із цієї серії.

## Праці
Стівен Левітт заслужив свою репутацію дослідника, застосувавши новаторські емпіричні стратегії для аналізу даних за допомогою нових способів. Таким чином він зміг вирішити давні головоломки, встановивши рішення, які раніше було важко довести.

Наприклад, у статті «Вплив розміру тюремного населення на показники злочинності: дані з судового розгляду по переповненості в'язниць» (1996 р.) він виділив причинно-наслідкові зв'язки між показниками ув'язнення та ступенем злочинності, що свідчить про те, що політика, яка збільшує кількість ув'язнених, має більший вплив на зниження злочинності, ніж раніше вважалося.

В іншій роботі про вуличні банди Левітт та його колега Судхір Венкатеш (англ. Sudhir A. Venkatesh) спростували популярне уявлення про те, що більшість молодіжних злочинів є роботою кількох «супер-хижаків».

Серед його найбільш суперечливих висновків (опублікованих у спільній роботі з Джоном Донохью III) полягала в тому, що легалізований аборт побічно знижує злочинність шляхом зменшення кількості «небажаних» і, відповідно, менш доглянутих дітей.

Політиці та політичній економіці присвячені статті про наслідки витрат виборчих кампанії, про середню теорему виборців та про наслідки федеральних витрат.

## Українські видання
- Стівен Левітт, Стівен Дабнер. Фрікономіка. Зворотний бік усього на світі / пер. Володимир Горбатько. — К.: Наш Формат, 2017. — 248 с. — ISBN 978-617-7279-44-9.
- Стівен Левітт, Стівен Дабнер. Суперфрікономіка / пер. Дмитро Кожедуб. — К.: Наш Формат, 2018. — 256 с. — ISBN 978-617-7552-65-8.
- Стівен Левітт, Стівен Дабнер. Думай як фрік / пер. Тетяна Заволоко. — К.: Наш Формат, 2018. — 216 с. — ISBN 978-617-7279-62-3.

## Посилення
- Праці Стівена Левітта (англ.)
- Becker Friedman Institute (англ.)
- Author profile at HarperCollins (англ.)
- Ubben Lecture at DePauw University, November 30, 2009 (англ.)
- 30 Стівен Левітт на TED(англ.) (англ.)
- Стівен Левітт на сайті IMDb (англ.) (англ.)
- Audio of Steven Levitt on NPR's The Motley Fool, April 29, 2005. Duration: 12 mins. (англ.)

### Преса
- Stephen Dubner (2003), New York Times Magazine, The Economist of Odd Questions: Inside the Astonishingly Curious Mind of Steven D. Levitt (англ.)
- Profile of Steven Levitt in the Financial Times, 23 April 2005 (англ.)
- 20 Questions with Levitt in CEO Magazine (англ.)